# Mealhada
Mealhada is een gemeente in het Portugese district Aveiro.
De gemeente heeft een totale oppervlakte van 111 km² en telde 20.751 inwoners in 2001.

## Plaatsen in de gemeente
Antes, Barcouço, Casal Comba, Luso, Mealhada, Pampilhosa, Vacariça en Ventosa do Bairro